# Аваї (Сан-Паулу)
Аваї (порт. Avaí) — муніципалітет в Бразилії, входить до штату Сан-Паулу. Складова частина мезорегіону Бауру. Входить в економіко-статистичний мікрорегіон Бауру. Населення становить 4781 людину на 2007 рік. Займає площу 542,157 км². Густота населення — 8,8 осіб/км².

## Історія
Місто засноване 2 грудня 1919 року.

## Статистика
- Валовий внутрішній продукт на 2003 становить 70.504.059,00 реалів (дані: Бразильський інститут географії та статистики).
- Валовий внутрішній продукт на душу населення  на 2003 становить 15.403,99 реалів (дані: Бразильський інститут географії та статистики).
- Індекс розвитку людського потенціалу на 2000 становить 0,748 (дані: Програма розвитку ООН).

## Географія
Клімат місцевості: субтропічний. Згідно з класифікацією Кеппена, клімат відноситься до категорії Cfb.
| Бразилія | Це незавершена стаття з географії Бразилії. Ви можете допомогти проєкту, виправивши або дописавши її. |

1. 1 2 3 4 5 6 7  OpenStreetMap — 2004.